# Пајпертон (Тенеси)
Пајпертон (енгл. Piperton) град је у америчкој савезној држави Тенеси.

## Демографија
По попису из 2010. године број становника је 1.445, што је 856 (145,3%) становника више него 2000. године.
| Група             | 2000.       | 2010.         |
| Белци             | 508 (86,2%) | 1.057 (73,1%) |
| Афроамериканци    | 74 (12,6%)  | 351 (24,3%)   |
| Азијати           | 3 (0,5%)    | 10 (0,7%)     |
| Хиспаноамериканци | 1 (0,2%)    | 19 (1,3%)     |
| Укупно            | 589         | 1.445         |